# Hydriomena pitzensis
Hydriomena pitzensis là một loài bướm đêm trong họ Geometridae.